# St.-Pauli-Kirche (Bremen)

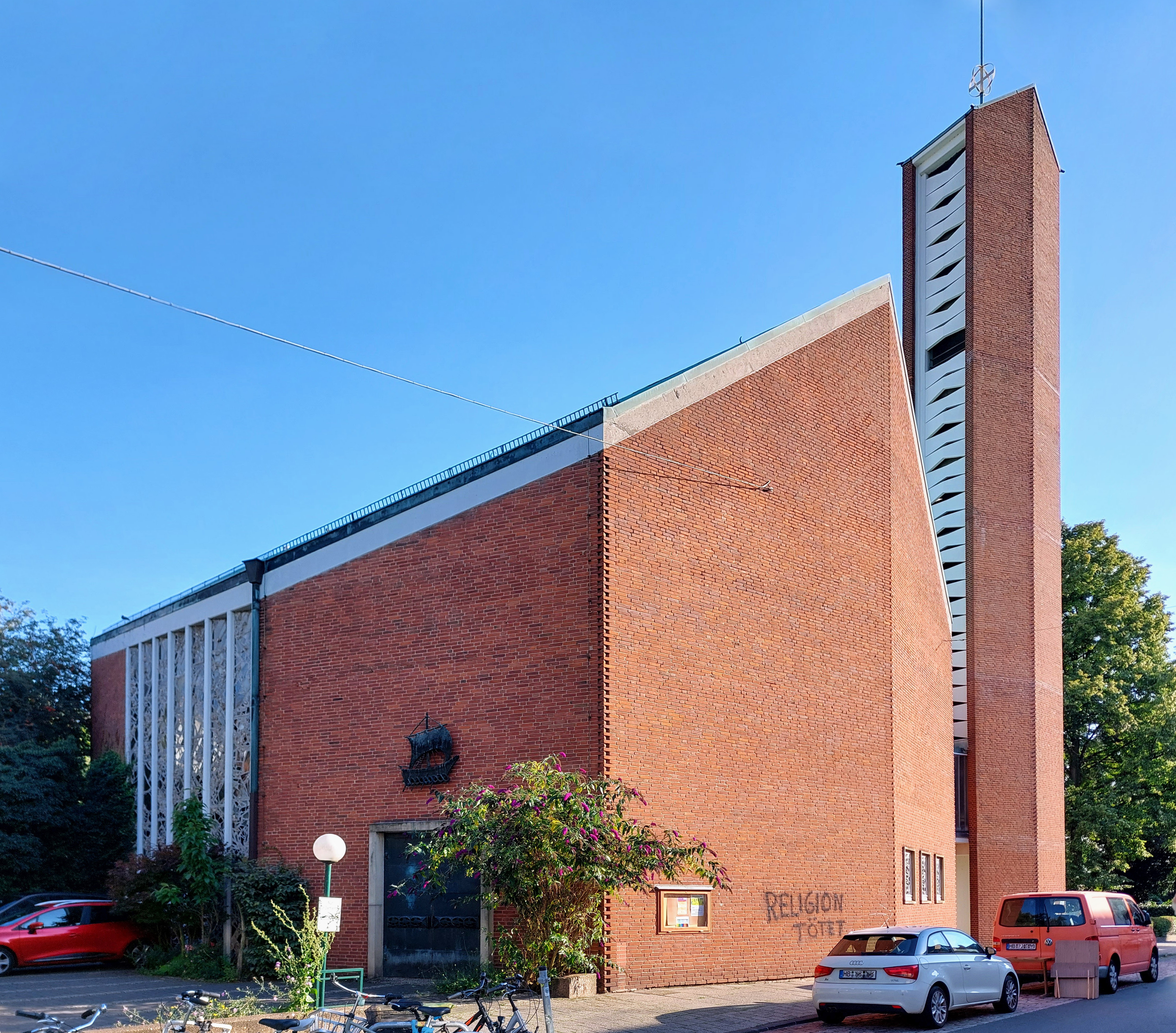
Der Neubau der St.-Pauli-Kirche in Bremen von 1967

Die heutige reformierte St.-Pauli-Kirche in der Bremer Neustadt auf dem linken Weserufer an der Großen Krankenstraße 11 am Neuen Markt ist 1967 als Nachfolgerin des an der Osterstraße gelegenen, kriegszerstörten Kirchenbaus von 1682 errichtet worden.
Das Kirchengebäude steht seit 2022 unter Denkmalschutz.

## Barocker Kirchenbau

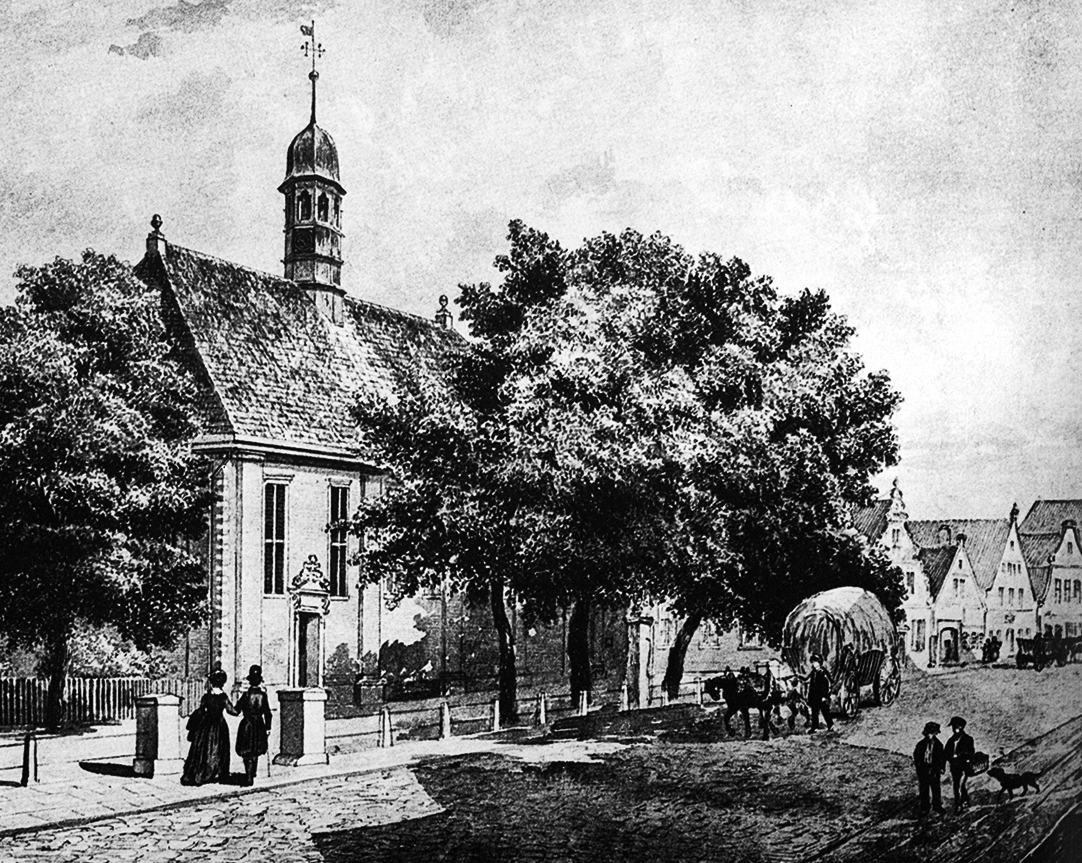
Die ehemalige St.-Pauli-Kirche in der Bremer Neustadt, Lithographie von Christian Grabau, 1872

Im Dreißigjährigen Krieg, ab 1623, ergänzte man die Wallanlagen, die bis dahin nur die Altstadt umgeben hatten, durch einen Befestigungsring auf der linken Weserseite. Die Bewohner waren zunächst bei St. Martini eingepfarrt, erst 1639 – mit der allmählichen Besiedlung des Geländes – wurde ein eigenes Kirchspiel eingerichtet und Conrad Laelius zum Prediger bestellt. Ein umgebautes mit Dachreiter versehenes Wohnhaus an der Osterstraße diente als provisorischer Kirchenraum. Er erhielt den Namen des Apostels Paulus, ob in Erinnerung an das über 100 Jahre zuvor abgerissene Paulskloster, ist umstritten.
Christine Graevaeus (1589–1675), Witwe eines Bremer Ratsherrn, hatte durch ihren Nachlass den Erwerb eines hochwassersicheren Grundstücks für einen Neubau ermöglicht. 
Das schlichte Gotteshaus errichtete man 1679 bis 1682 an der Osterstraße. Den Architekten kennen wir nicht. Einziger Schmuck des Saalbaus aus unverputztem Backstein waren ein Dachreiter (1686) und zwei Sandsteinportale mit Wappen im Sprenggiebel. Das Dach war mit Sandsteinplatten gedeckt. Eine der beiden Emporen an den Schmalseiten trug die Orgel von 1718, von der Teile des Prospektes in den Nachkriegsbau übernommen wurden. Ein Kanzelaltar stand in der Mitte der Längswand zwischen den Eingängen. Ein weißer Anstrich und farblose Fenster gaben dem Inneren eine hell durchlichtete, aber auch nüchterne Anmutung. Diese Zurückhaltung, in friesischen und niederländischen Saalkirchen des 16. und 17. Jahrhunderts vorgebildet, entsprach dem strengen Geist bremisch-reformierter Kirchenzucht, und St. Pauli wurde Vorbild für einige folgende bremische Kirchenbauten.
Am 6. Oktober 1944 brannte die Kirche bei einem Luftangriff völlig aus. Über das Grundstück führt heute die Achse der 1960 fertiggestellten, gegenüber ihrer Vorgängerin um 40 m weseraufwärts gerückten Großen Weserbrücke, heute Wilhelm-Kaisen-Brücke.
Die Kanzel der zerstörten Kirche befindet sich heute in der Kirche in Borgfeld.

## Kirchenbau von 1967
Auf einem Grundstück an der Schmalseite des Neuen Marktes, 100 m westlich des alten Standorts, errichtete die Gemeinde 1967 einen Neubau, nachdem dort, ebenfalls vom Architekten Jan Noltenius, schon 1956 ein Gemeindezentrum gebaut worden war. Beide Bauteile verknüpft ein schlanker Glockenturm. Der prismatische Baukörper dominiert die Schmalseite des Platzes. Im lichten Innenraum kontrastieren die weiß gestrichenen Ziegelwände mit großen Farbfenstern (Albrecht Kröning). Ausstattung: Aus der Kirche wurden eine steinerne Portalbekrönung mit Bürgermeisterwappen, ein Teil des Orgelprospektes und die barocken Abendmahlsgeräte übernommen. Metallarbeiten von Walter Wadephul, Orgel von Kleuker, Bielefeld. 1966 lieferte die Glockengießerei Otto aus Bremen-Hemelingen drei Glocken mit den Schlagtönen: fis' – d'' – e'' und folgenden Durchmessern: 1151 mm, 725 mm und 646 mm.

## Kirchengemeinde
Bei Gründung der Gemeinde gehörten zu ihr die Einwohner der Neustadt und der Feldmark Lehnstätt. Dann wurde der Teerhof, 1772 das Neuland, 1850 der ehemals Arster Teil des Buntentorsteinwegs der Gemeinde zugewiesen. Gegen Ende des 19. Jahrhunderts war die Gemeinde in der Stadtmission sehr aktiv. Es entstanden die Tochtergemeinden Jakobi (1884), Zion (1893), Hohentor (1927). Die Vereinigte Ev. Gemeinde Bremen-Neustadt besteht seit 2009 aus der Fusion der früher selbstständigen Kirchgemeinden Zion, St. Pauli und Matthias Claudius.
Zu den Pastoren und bedeutenden, kirchlich aktiven Gemeindemitgliedern zählen: Die Theologen Georg Gottfried Treviranus (1788–1868) und Gottfried Menken (1768–1831) sowie der Bürgermeister und Handelsminister Arnold Duckwitz (1802–1881).

### Pfarr- und Gemeindehaus
Das zweigeschossige verklinkerte Pfarrhaus mit Schwesternstation sowie Wohnräume für den Gemeindehelfer an der Kleinen Annenstraße 1/3 wurde 1955 nach Plänen von Jan Noltenius gebaut.

Das Gebäude steht seit 2022 unter Denkmalschutz.